# Whigham
Whigham – miasto w Stanach Zjednoczonych, w stanie Georgia, w hrabstwie Grady.